# نعمت عون
نِعمت عون بانوی اول لبنان است و از زمان انتخاب همسرش، جوزف عون، به عنوان رئیس‌جمهور لبنان در ۹ ژانویه ۲۰۲۵، به این سمت خدمت کرده است.

## زندگی اولیه و شخصی
عون در شهر شیاح، دختر ملحم نعمت، که برای خطوط هوایی خاورمیانه کار می‌کرد، متولد شد. او دو خواهر به نام‌های تانیا و لینا دارد.
عون مادر دو فرزند است: پسرش، خلیل، بانکدار و بازیکن حرفه‌ای بسکتبال است و دخترش، نور، با موسسات بین‌المللی کار می‌کند. او سه نوه دارد.

## آموزش
عون برای دریافت مدرک دیپلم لبنانی خود به مدرسه سنت فامیلی فرانسه در فنار رفت و بعداً مدرک لیسانس خود را در رشته علوم آزمایشگاهی از دانشگاه لبنان دریافت کرد.

## شغل
او سال‌های زیادی در زمینه روابط عمومی فعالیت داشت، از جمله ۲۳ سال به عنوان رئیس بخش تشریفات و روابط عمومی در دانشگاه آمریکایی لبنان.

## بانوی اول لبنان
او با فاصله گرفتن از اسلاف خود و همسران نخست‌وزیران و روسای مجلس سابق که عمدتاً از رسانه‌های اجتماعی غایب بوده‌اند، حساب‌های کاربری خود در رسانه‌های اجتماعی را با پیامی مستقیم خطاب به مردم لبنان راه‌اندازی کرد.
او علاوه بر نقش سنتی خود در شرکت در مراسم رسمی و بزرگداشت‌ها، نماینده رئیس دولت در مسائل اجتماعی و بشردوستانه نیز هست.
او به عنوان بانوی اول لبنان، در کنار همسران نخست‌وزیر لبنان، سحر بعاصیری و رئیس مجلس لبنان، رنده بری، به عنوان مدیر شورای ملی زنان لبنان نیز فعالیت می‌کند.
برنامهٔ او بر اهمیت جایگاه زنان لبنانی در جامعه تمرکز دارد و ضمن تأکید بر حفاظت از حقوق آنها، تعهد خود را برای حفظ و تقویت بیشتر این حقوق تأیید می‌کند.
او سرپرستی هیئتی را در نیویورک برای شرکت در شصت و نهمین اجلاس کمیسیون مقام زن سازمان ملل متحد بر عهده داشت.